# Bogdan Andrejewitsch Reichmen
Bogdan Andrejewitsch Reichmen (russisch Богдан Андреевич Рейхмен; * 26. Mai 2002 in Jewpatorija, Ukraine) ist ein russischer Fußballspieler.

## Karriere
Reichmen begann seine Karriere beim FK Krasnodar. Im August 2018 spielte er erstmals für die dritte Mannschaft Krasnodars in der Perwenstwo PFL. In der Saison 2018/19 kam er zu drei Drittligaeinsätzen. In der COVID-bedingt abgebrochenen Saison 2019/20 absolvierte er sieben Partien für Krasnodar-3. In der Saison 2020/21 kam er ausschließlich für die U-19 des Vereins zum Einsatz.
Zur Saison 2021/22 rückte Reichmen in den Kader der zweiten Mannschaft. Im Juli 2021 debütierte er für diese gegen die Reserve von Spartak Moskau in der Perwenstwo FNL. Im Dezember 2021 gab der Mittelfeldspieler bei seinem Kaderdebüt für die erste Mannschaft gegen den FK Sotschi sein Debüt in der Premjer-Liga. Bis Saisonende kam er zu vier Erstliga- und 31 Zweitligaeinsätzen in Krasnodar.
Zur Saison 2022/23 wechselte Reichmen innerhalb der Premjer-Liga zu Torpedo Moskau. Nach acht Einsätzen für Torpedo wurde er im Januar 2023 an den Zweitligisten Kamas Nabereschnyje Tschelny verliehen.